# Nova Cruz
Nova Cruz is een gemeente in de Braziliaanse deelstaat Rio Grande do Norte. De gemeente telt 36.561 inwoners (schatting 2009).